# An Jincang
An Jincang (Chinees: 安金藏 ) (ca. 650-800) was een hofbeambte uit de Tang-dynastie die verantwoordelijk was voor het redden van het leven van Li Dan (toekomstige keizer Ruizong van Tang).
Hij was geboren in Luoyang en was werkzaam onder Wu Zetian. Toen beschuldigingen van verraad werden ingediend tegen Li Dan, protesteerde hij luid dat deze onschuldig was; en als blijk van goede trouw greep hij een mes en scheurde hij zijn eigen buik open, zodat zijn ingewanden tot op de grond hingen. Het was met moeite dat zijn leven werd gered; de keizerin was echter overtuigd van zijn loyaliteit en Li Dan werd met rust gelaten. Zijn naam werd vervolgens gegraveerd op de berg Tai en de berg Hua, en hij werd heilig verklaard als Zhong忠.
An Jincang wordt afgebeeld in de Wu Shuang Pu , geschreven door Jin Guliang. De illustraties voor dit 17e-eeuwse boek waren wijdverbreid en vaak hergebruikt, ook werden deze afbeeldingen toegepast op porselein.